# توري (مصارعة)
توري بوش (بالإنجليزية: Terri Poch)‏ ولدت في 4 ديسمبر 1984 في بورتلاند، الولايات المتحدة. هي لاعبة كمال أجسام أمريكية سابقة ومصارعة محترفة ، اشتهرت بظهورها مع اتحاد المصارعة العالمي بإسم توري.

## روابط خارجية
- توري (مصارعة) على موقع CageMatch worker (الإنجليزية)
- توري (مصارعة) على موقع عالم المصارعة على الإنترنت (الإنجليزية)